# Taumatúrgia

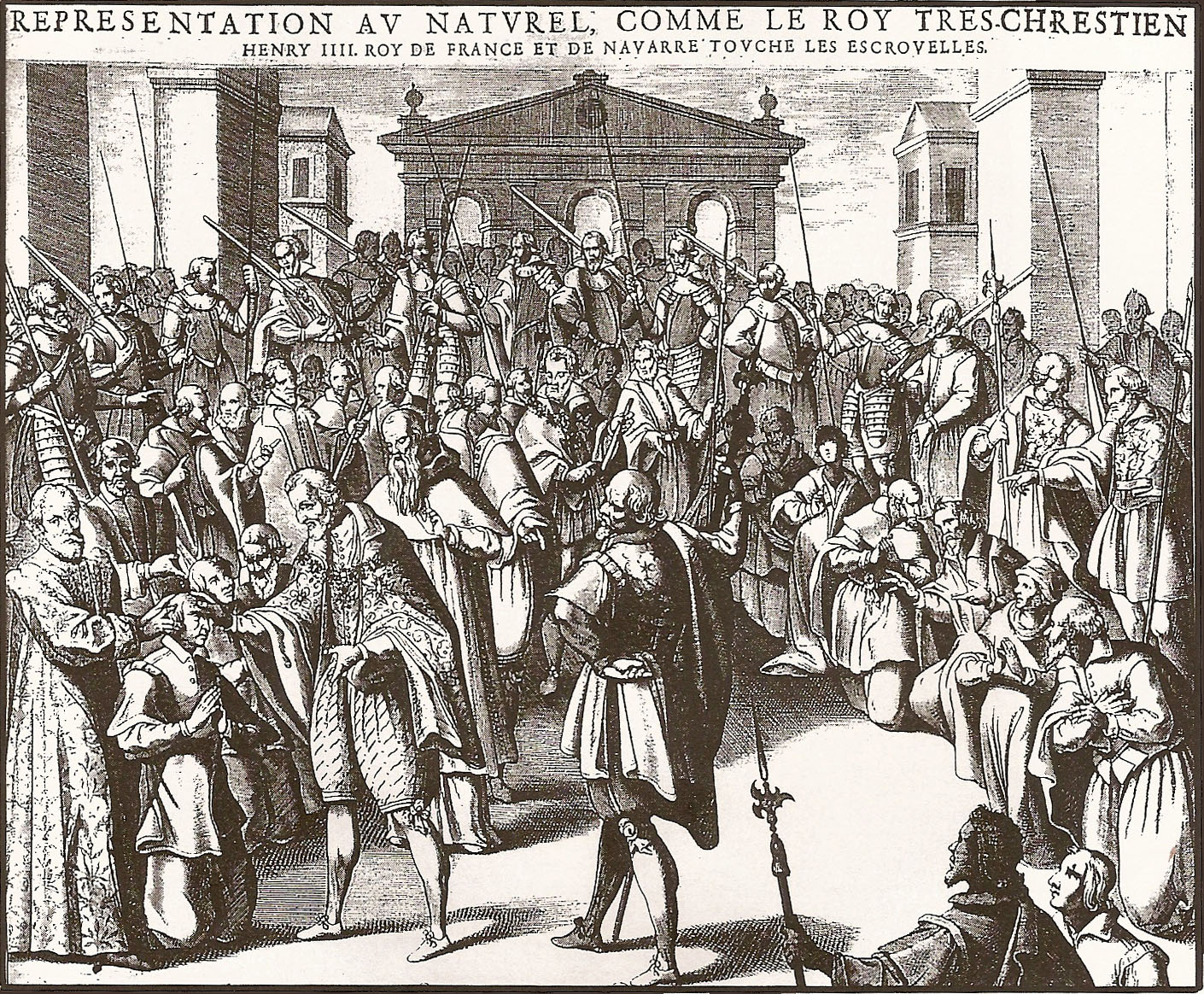
Enric IV de França imposant les mans als croats

La taumatúrgia, especialment al cristianisme, és l'art de fer prodigis o miracles. De manera més genèrica, es refereix a l'aplicació pràctica de la màgia per efectuar canvis en el món físic. Històricament, la taumatúrgia s'ha associat amb una habilitat sobrenatural o divina, la manipulació de forces naturals, la creació de meravelles i la realització de gestes màgiques a través del coneixement esotèric i la pràctica ritual.
A diferència de la teúrgia, que se centra en la invocació de poders divins, la taumatúrgia se centra més en utilitzar principis ocults per aconseguir resultats específics, sovint de manera tangible i observable.

## Etimologia
En català, el mot prové del grec θαῦμα thaûma (tema thaumat-), "miracle"; i ἔργον érgon "treball".

## Resum històric
Durant el temps de l'Imperi Romà es creia en l'existència d'homes divins amb poders meravellosos, que podien profetitzar, fer miracles i curar malalties. A aquests homes se'ls anomenà taumaturgs. El taumaturg més famós de l'època imperial fou Apol·loni de Tíana. Era contemporani de Pau de Tars. Segons la tradició posseïa un coneixement i un saber semblant al dels déus. Predicava l'abstinència sexual, era profeta, curava tots els malalts i ressuscitava els morts. Finalment ascendí al cel.
Els reis de França sovint necessitaven guerrers a les croades per combatre. Per obtenir homes més fidels i motivats, els imposaven les mans per donar-los el poder i la gràcia divina. A tot el món hi ha exemples semblants que es repeteixen al llarg de la història amb diferents ritus i formes.
Al santoral de diferents confessions cristianes se celebra el sant del segle III Gregori Taumaturg, religiós, teòleg i un dels Pares de l'Església.